# Ambrogio Antonio Alciati
Antonio Ambrogio Alciati, né le 5 septembre 1878 à Verceil et mort le 8 mars 1929 à Milan, est un peintre italien, principalement en Italie du Nord. 

## Biographie
Il naît le 5 septembre 1878 à Verceil. Après des études à l'Istituto di Belle Arti de Verceil en 1889, il s'installe à Milan, où il étudie sous Vespasien Bignami et Cesare Tallone à l'Académie des beaux-arts de Brera. En 1920, il remplace Tallone comme professeur de figure à l'Académie. Ses portraits rappellent les effets d'empâtement de Tranquillo Cremona, Giovanni Boldini, Mosè Bianchi, et Eugène Carrière.
Il peint des fresques pour la Villa Pirotta de Brunate (près de Côme) et aussi pour des églises en Lombardie. Il est un membre actif des francs-maçons, s'élevant en 1922 au niveau de maître.
Il meurt le 8 mars 1929 à Milan.

## Galerie

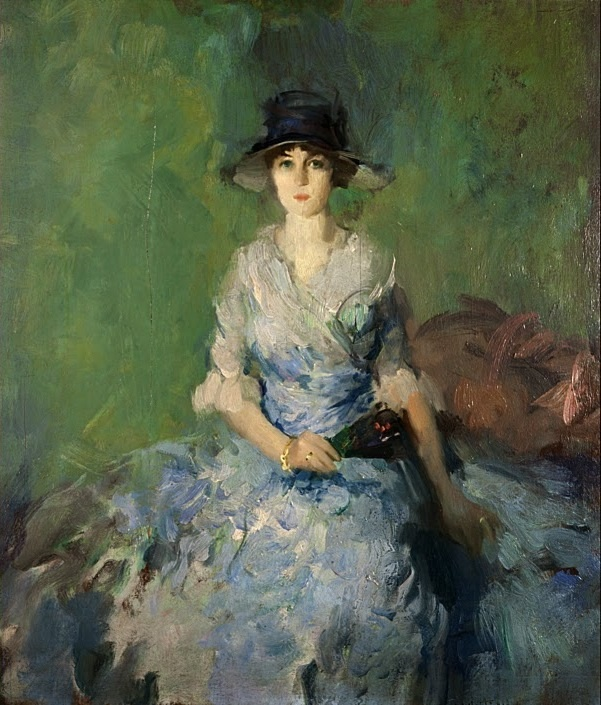
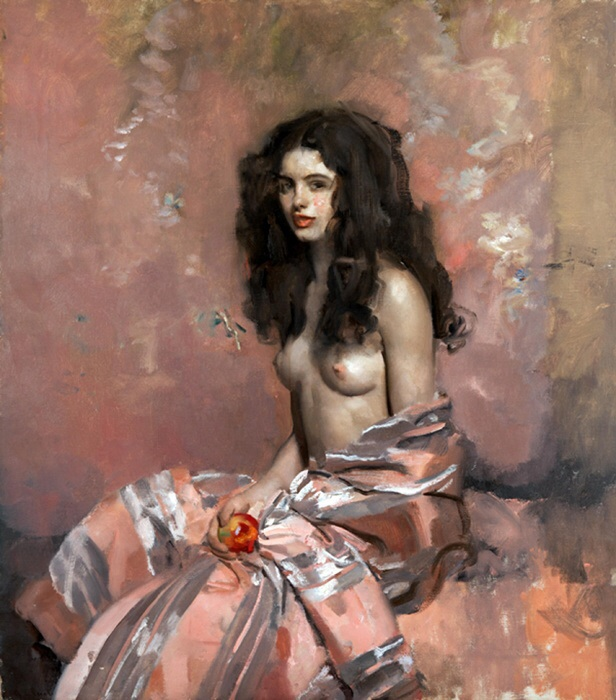
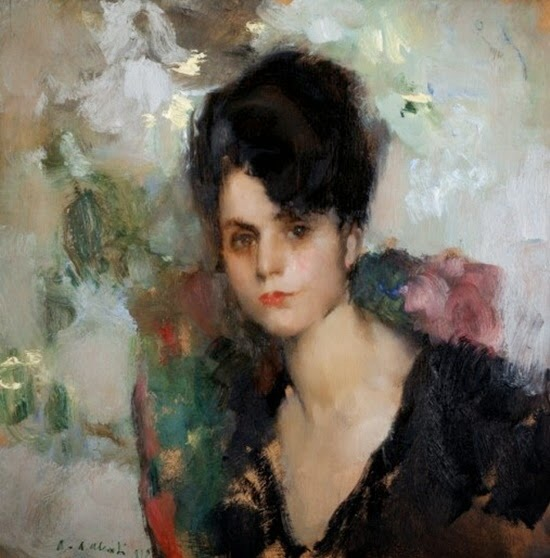
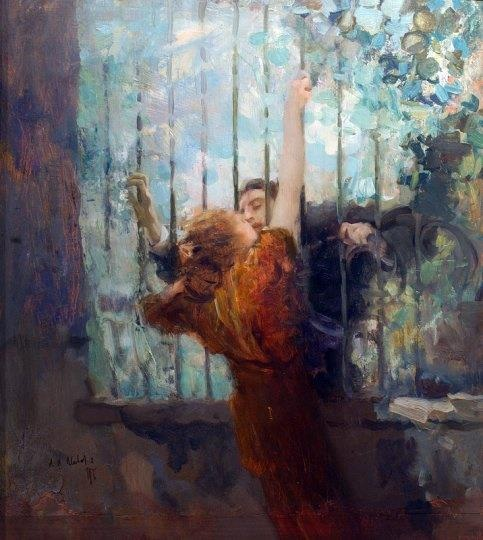